# Götz (Groß Kreutz (Havel))
Götz ist ein Dorf im Landkreis Potsdam-Mittelmark; zusammen mit dem angeschlossenen Teilort Götzer Berge ist Götz seit dem 26. Oktober 2003 ein Ortsteil der Gemeinde Groß Kreutz (Havel) im Landkreis Potsdam-Mittelmark in Brandenburg mit etwa 1400 Einwohnern.

## Lage
Götz liegt am Südufer der Havel, auf halbem Weg zwischen Ketzin/Havel im Osten und Brandenburg an der Havel im Westen, am Fuße des Götzer Berges: der Hauptort unterhalb der Südwestflanke des Götzer Berges, der Teilort Götzer Berge (gelegentlich auch 'Götzerberge' geschrieben) an der nordöstlichen Ecke des Bergs. Im Süden der Gemarkung ziehen die Bundesstraße 1 (ehemals Fernverkehrsstraße 1, vorher Reichsstraße 1) und die Bahnstrecke Berlin-Magdeburg, parallel westöstlich verlaufend, durch den Ort. Innerhalb der Gemeinde Groß Kreutz (Havel) nimmt Götz die nordwestliche Ecke ein. Es grenzt (im Uhrzeigersinn beschrieben) im Osten an den Groß Kreutzer Teilort Deetz, im Südosten an den Teilort Groß Kreutz, im Süden an den Teilort Jeserig, im Westen an den Ortsteil Gollwitz der Stadt Brandenburg an der Havel, im Nordwesten und Norden, getrennt durch die Havel, an den Ortsteil Klein Kreutz/Saaringen der Stadt Brandenburg sowie an die Gemeinde Roskow mit ihren Ortsteilen Weseram und Roskow.

## Naturräumliche Situation
Der Götzer Berg, der Rest einer weichselkaltzeitlichen Stauchendmoräne,
erhebt sich mit seiner Höhe von 108,6 m ü. NHN rund 80 m über die Talaue der Havel. An seine südliche Abdachung schließt sich nach unten eine kleine Grundmoränenplatte an, auf der auch das Dorf liegt. Zwischen dem Götzer Berg und der Havel bildet der Golmberg (42,8 m ü. NHN), ebenfalls ein Moränenrest, eine weitere kleine Erhöhung. Die Tieflagen werden von Talsanden gebildet, die vor allem im Westen der Gemarkung ehemals vermoort waren, wo der Restsee des Bauernlochs an die Vernässung erinnert.

## Geschichte
Das breite Straßendorf Götz wurde erstmals 1193 als „Gotiz“ in der Schenkungsurkunde von Markgraf Otto I. (Brandenburg) an das Zisterzienser-Mönchskloster Lehnin erwähnt. Götz gehörte mit zwei Dritteln des Dorfes (und zusammen mit sechs weiteren Dörfern) zur Gründungsausstattung des Klosters von 1180. Den Rest erwarb das Kloster 1295 und 1307. In seiner Frühzeit, vom 10. bis zum 13. Jahrhundert, wurde das Dorf zweimal verlegt, beim zweiten Mal infolge des Mühlenstaus bei der Anlage von Wassermühlen und Stauwerken an der Havel in frühdeutscher Zeit, der das Dorf in den Hochwasserbereich der Havel brachte. Die Ortslage von Götz wanderte auf die Randhöhe des Haveltals. Das Landbuch Karls IV. von 1375 verzeichnet für Götz 27 Hufen und 18 Kossäten – sicherlich kein großes Dorf. Neben Ackerbau und Tierhaltung spielte auch die Fischerei eine Rolle. Als Klosterdorf und später kurfürstlicher Domänenbesitz entging das Dorf der Gutsbildung. Die Bauernhöfe konnten sich als eigenständige Wirtschaftsbetriebe entwickeln, mussten aber natürlich Abgaben und Dienste an den Lehensherrn leisten. Bis 1542 gehörte der Ort zum Kloster Lehnin, nach der Reformation und der Auflösung sowie dem Einzug der Klöster durch den Kurfürsten war Götz bis 1807 Teil des kurfürstlichen, später königlichen Domänenamts Lehnin im Kreis Zauche.
Neben der Kirche aus Findlingssteinen aus dem 13. Jahrhundert steht die ehemalige Schule aus rotem Backstein. Den relativen Wohlstand der Hufenbauern dokumentiert das ehemalige Lehnschulzengut, ein um 1800 errichteter zweigeschossiger Fachwerkbau; das bis 1945 von der Dr. August Oetker KG bewirtschaftete und bis zur Wende als Kulturhaus und Kindergarten genutzte Gebäude ist heute ein Landgasthof.
Im 19. Jahrhundert führte die Entwicklung des Fernverkehrs auf der wichtigen West-Ost-Verbindung zwischen Magdeburg und Berlin zu einem starken Wachstum des Ortes. Bereits um 1700 wurde die Postroute in diesem Abschnitt auf die Trasse der heutigen Bundesstraße 1 verlegt; zwischen 1799 und 1805 wurde diese Strecke zwischen Brandenburg an der Havel und Potsdam als gepflasterte Chaussee ausgebaut. 1846 entstand parallel dazu die Bahnstrecke Magdeburg-Potsdam, zunächst ohne Bahnhof in Götz. Die Bahnanbindung und die Ziegelproduktion seit den 1860er Jahren führten zu einer enormen Zunahme der Bevölkerung, von 234 Einwohnern im Jahr 1801 auf 332 im Jahr 1837 und 610 Einwohner im Jahr 1871. 1889/90 wurde deshalb auch die Kirche (auf ihre heutige Größe) vergrößert.
Zu DDR-Zeiten wurde von einem Volkseigenen Betrieb im Ort ein Betriebs-Ferienlager errichtet und unterhalten für die Kinder seiner Betriebsangehörigen.

## Ziegeleien in Götzer Berge
Mitte des 19. Jahrhunderts entstanden im Gemeindeteil Götzer Berge drei Ziegeleien und eine weitere im Wohnplatz Havelufer, die Tonvorkommen zu Steinen für das aufstrebende Berlin brannten. Der Ziegeleibesitzer Hauptmann Daude baute eine Villa mit Park und Wasserturm. Diese war später Gästehaus des FDGB-Bezirksvorstandes Potsdam. Götzer Berge entstand als Siedlung der Ziegler.

## Verkehr
Der Bahnhof Götz (heute Haltepunkt) an der Bahnstrecke Berlin–Magdeburg wurde 1903 für die aufstrebenden Ziegeleien im Ort errichtet. Heute wird der stündlich verkehrende RE 1 von vielen Arbeitnehmern zur Fahrt nach Potsdam und Berlin genutzt.
Der öffentliche Personennahverkehr wird unter anderem durch den PlusBus des Verkehrsverbund Berlin-Brandenburg erbracht. Folgende Verbindung führt, betrieben von Fritz Behrendt, durch Götz:
- Linie 554: Brandenburg ↔ Götz ↔ Schenkenberg ↔ Damsdorf ↔ Lehnin

## Selbstständige Gemeinde bis 2003
Im Zuge der Ämterbildung 1992 im Land Brandenburg schloss sich die damals noch selbständige Gemeinde Götz mit sechs anderen Gemeinden zum Amt Emster-Havel zusammen. Amtssitz war die Gemeinde Jeserig. Zum 26. Oktober 2003 wurde aus den Gemeinden Bochow, Deetz, Groß Kreutz, Krielow und Schmergow des Amtes Groß Kreutz und den Gemeinden Götz, Jeserig und Schenkenberg des Amtes Emster-Havel die neue Gemeinde Groß Kreutz/Emster gebildet. Die Ämter Groß Kreutz und Emster-Havel wurden zum selben Zeitpunkt aufgelöst. Die neue Gemeinde Groß Kreutz/Emster wurde schließlich zum 1. Juli 2004 in Groß Kreutz (Havel) umbenannt. Die Anfang der 1990er Jahre errichtete Abwasseranlage verschuldete Götz und bis heute die Großgemeinde Groß Kreutz (Havel). Das Bildungszentrum der Handwerkskammer bringt viele Jugendliche in den Ort.

## Natur und Tourismus
Große Teile der Gemarkungen Götz und der Nachbargemeinde Deetz wurden inzwischen in das Landschaftsschutzgebiet Brandenburger Osthavelniederung integriert. Der Havelradweg berührt heute – havelabwärts gesehen linksseitig – von Werder über Deetz kommend das Ortsgebiet. Er schlängelt sich am Rande und zwischen ehemaligen Tongruben durch Laubwald. Der Golmberg (43 m ü. NN) wird dabei auf einer festen Straße zwischen einer Niederung und dem Götzer Berg (108,6 Meter, mit neuem Aussichtsturm) im weiten Bogen umgangen. Er setzt sich dann auf dem neu befestigten Haveldeich momentan bis zum Ort Gollwitz fort. Der zugängliche Havelbereich mit seinen oft verschwiegenen Bade-, Angler- und Anlegestellen ist seit hundert Jahren ein Urlauberparadies. Großen Zuspruch fand früher auch die Gaststätte auf der Landzunge Neu-Westerland, Ausflugsdampfer legten hier regelmäßig an. Die einstige örtliche Fährverbindung von Götz-Havelufer nach Weseram über die Havel ist schon lange eingestellt. In der DDR-Zeit wurden viele Gebäude als Betriebs- und Kinderferienlager genutzt.

## Vereine
In früheren Zeiten engagierten sich die Götzer im Gesangs-, im Krieger- und im Radfahrerverein. Der Thaliaverein Götz führte Theaterstücke auf. Der Seniorenverein Götzer Spätlese mit vielfältigen Aktivitäten hat sein Wirken 2011 eingestellt. Während die Angler eigene Räume in Götz Havelufer nutzen, bestreitet der Sportverein Traktor Götz nur Freundschaftsspiele. Der CVJM betreibt in der alten Schule ein Jugendhaus. Heute besitzen die Bergschützen eine am Waldrand gelegene Anlage mit Schützenheim und Schießstand. Die Götzer Schützen nahmen auch schon erfolgreich an deutschen Meisterschaften teil.